# Don Campbell
Pour les articles homonymes, voir Donald Campbell et Campbell.
Donald Odell Campbell, également connu sous le pseudonyme Don Campbellock, est un danseur américain né le 8 janvier 1951 à Saint-Louis et mort le 30 mars 2020 à Santa Clarita en Californie. Il est l'inventeur de la danse locking, également appelée lock.

## Biographie
Don Campbell naît à Saint-Louis dans l'État du Missouri et grandit à Los Angeles où il s'adonne à la street dance. En 1971, il est recruté pour faire partie de la troupe de danseurs de l'émission de variété Soul Train. Les danseurs apparaissant à l'antenne n'étant pas payés, il quitte l'émission deux ans plus tard et forme les Campbellock Dancers. 
Il meurt le 30 mars 2020, à l'âge de 69 ans.